# Хорка
Хорка (њем. Horka) општина је у њемачкој савезној држави Саксонија. Једно је од 59 општинских средишта округа Герлиц. Према процјени из 2010. у општини је живјело 1.942 становника. Посједује регионалну шифру (AGS) 14626200.

## Географски и демографски подаци
Хорка се налази у савезној држави Саксонија у округу Герлиц. Општина се налази на надморској висини од 164 метра. Површина општине износи 40,8 km². У самом мјесту је, према процјени из 2010. године, живјело 1.942 становника. Просјечна густина становништва износи 48 становника/km².